# 轟悠
轟 悠（とどろき ゆう、8月11日 - ）は、元宝塚歌劇団専科の男役。元劇団特別顧問。元雪組トップスター。
熊本県人吉市、人吉市立第一中学校出身。身長168cm。愛称は「イシサン」、「トム」。

## 来歴
1983年、宝塚音楽学校入学。
1985年、宝塚歌劇団に71期生として入団。花組公演「愛あれば命は永遠に」で初舞台。その後、月組に配属。
1988年7月1日付で雪組へと組替え。
1989年の「ベルサイユのばら」で新人公演初主演。その後も5度に渡って新人公演主演を務める。
1992年の「恋人たちの神話」でバウホール公演初主演。
1994年の「風と共に去りぬ」で、レット・バトラーを始め3役を役替わりで演じる。
1996年の「エリザベート」日本初演では、ルキーニ役に抜擢。
1997年7月31日付で雪組トップスターに就任。相手役には前任より引き続き花總まりを迎え、「真夜中のゴースト／レ・シェルバン」でトップコンビ大劇場お披露目。同公演をもって、花總が新設された宙組へ異動となり、月影瞳を2人目の相手役に迎える。同年の「春櫻賦／LET'S JAZZ」で新トップコンビ大劇場お披露目。
1998年の「THE FICTION」（バウホール公演）で、宝塚歌劇史上初めてとなる一人芝居を上演。12役を演じ分ける。
2000年、「凱旋門」での演技が評価され、文化庁芸術祭賞の演劇部門優秀賞を受賞。
2002年2月12日付で、「春日野八千代のような存在に」と請われて専科へと異動。同年の「風と共に去りぬ」（日生劇場公演）に主演し、菊田一夫演劇賞ならびに日本映画批評家大賞ミュージカル大賞を受賞。
2003年6月14日付で劇団理事に就任。理事就任後も各組へ主役級で特別出演を続ける。
2020年7月18日付で理事を退任し、劇団特別顧問に就任。現役生徒の特別顧問就任は松本悠里に続いて2人目となった。
リアルな男を感じさせる演技には定評があり、「男役の体現者」として後輩にその姿を見せ、長く劇団の顔として活躍してきたが、2021年10月1日付で宝塚歌劇団を退団。入団37年目での卒業となった。
退団後は藏人という作家名で美術家として活動している。

## 宝塚歌劇団時代の主な舞台

### 初舞台
- 1985年3 - 5月、花組『愛あれば命は永遠に』（宝塚大劇場のみ）[10]

### 月組時代
- 1985年8月、『二都物語』『ヒート・ウエーブ』（東京宝塚劇場のみ）[10]
- 1985年11 - 1986年3月、『ときめきの花の伝説』 - 新人公演：レンツォ（本役：麻路さき）『ザ・スイング』[10]
- 1986年5 - 8月、『百花扇』『哀愁』[10]
- 1986年9 - 10月、『ロータスの伝説』（バウホール）[10]
- 1986年11 - 1987年3月、『パリ、それは悲しみのソナタ』 - 新人公演：オリビエ・ラファルジェ（本役：愛川麻貴）『ラ・ノスタルジー』[10]
- 1987年5 - 8月、『ME AND MY GIRL』[10]
- 1987年9 - 10月、『青春の旋風（かぜ）』（バウホール） - ラッキー・マクドナルド（マック）[10]
- 1987年11 - 12月、『ME AND MY GIRL』（宝塚大劇場） - 新人公演：ジェラルド（本役：桐さと実）[10]
- 1988年1月、『リラの壁の囚人たち』（バウホール） - ピエール[10]
- 1988年2月、『ME AND MY GIRL』（中日劇場）
- 1988年3月、『ME AND MY GIRL』（東京宝塚劇場） - 新人公演：ジェラルド（本役：桐さと実）
- 1988年5 - 6月、『南の哀愁』 - 新人公演：ブレーア領事（本役：郷真由加）『ビバ!シバ!』（宝塚大劇場）[10]

### 雪組時代
- 1988年7月、専科・月組『永遠物語』（バウホール）[10]
- 1988年8月、月組『南の哀愁』 - 新人公演：ブレーア領事（本役：郷真由加）『ビバ!シバ!』（東京宝塚劇場）
- 1988年9月、月組『リラの壁の囚人たち』（ゆうぽうと簡易保険ホール・愛知文化講堂） - ピエール
- 1988年11月、『たまゆらの記』『ダイナモ!』（東京宝塚劇場のみ）[10]
- 1988年12 - 1989年1月、『ツーロンの薔薇』（バウホール） - ピエール・バルビエリ[10]
- 1989年2 - 3月、『ムッシュ・ド・巴里』 - 騎士フィリップ、新人公演：ロベール・ディストゥトビル／アンリ（本役：一路真輝）『ラ・パッション!』（宝塚大劇場）[10]
- 1989年4 - 5月、『たまゆらの記』 - 藤原槙人『ダイナモ!』（全国ツアー）[10]
- 1989年6月、『ムッシュ・ド・巴里』 - 騎士フィリップ、新人公演：ロベール・ディストゥトビル／アンリ（本役：一路真輝）『ラ・パッション!』（東京宝塚劇場）
- 1989年8 - 9月、雪組・花組・星組・専科『ベルサイユのばら-アンドレとオスカル編-』（宝塚大劇場） - アラン・ド・ソワソン／ジャン[注釈 1]、新人公演：アンドレ（本役：杜けあき） 新人公演初主演[11][10][8]
- 1989年9 - 10月、『おもかげ草紙』（日本青年館） - 河嶋勘解由[10]
- 1989年11月、雪組・花組・星組・専科『ベルサイユのばら-アンドレとオスカル編-』（東京宝塚劇場） - アラン・ド・ソワソン／ジャン、新人公演：アンドレ（本役：杜けあき）
- 1990年1 - 2月、『天守に花匂い立つ』 - 藤江十四郎、新人公演：加納真之介（本役：杜けあき）『ブライト・ディライト・タイム』（宝塚大劇場） 新人公演主演[17][10]
- 1990年2 - 3月、『ツーロンの薔薇』（日本青年館・名古屋市民会館・バウホール） - ピエール・バルビエリ
- 1990年4月、『天守に花匂い立つ』 - 藤江十四郎、新人公演：加納真之介（本役：杜けあき）『ブライト・ディライト・タイム』（東京宝塚劇場）
- 1990年6 - 8月、『黄昏色のハーフムーン』 - 流し目スタン、新人公演：フィリップ（本役：杜けあき）『パラダイス・トロピカーナ』（宝塚大劇場） 新人公演主演[17][10]
- 1990年8 - 9月、『花のもとにて春』（バウホール） - 武蔵坊弁慶[10]
- 1990年11月、『黄昏色のハーフムーン』 - 流し目スタン、新人公演：フィリップ（本役：杜けあき）『パラダイス・トロピカーナ』（東京宝塚劇場）
- 1991年2 - 3月、『花幻抄』『恋さわぎ』 - 太郎『スイート・タイフーン』 - 風の青年S（本役：杜けあき）（宝塚大劇場） 新人公演主演[10]
- 1991年4 - 5月、『ベルサイユのばら-オスカル・アンドレ編-』（全国ツアー） - ジェローデル[10]
- 1991年6月、『花幻抄』『恋さわぎ』 - 太郎『スイート・タイフーン』 - 風の青年S（本役：杜けあき）（東京宝塚劇場）
- 1991年8 - 9月、『華麗なるギャツビー』 - ビロクシー、新人公演：ジェイ・ギャツビー（本役：杜けあき）『ラバーズ・コンチェルト』（宝塚大劇場） 新人公演主演[18][10]
- 1991年10 - 11月、『スポットライト・マジック』（バウホール）[10]
- 1991年12月、『華麗なるギャツビー』 - ビロクシー、新人公演：ジェイ・ギャツビー（本役：杜けあき）『ラバーズ・コンチェルト』（東京宝塚劇場）
- 1992年2月、『華麗なるギャツビー』 - ビロクシー『ラバーズ・コンチェルト』（中日劇場）[10]
- 1992年3 - 5月、『この恋は雲の涯まで』（宝塚大劇場） - 亀井六郎[10]
- 1992年5 - 6月、『恋人たちの神話』（バウホール） - 九十九神之助 バウ初主演[10][8]
- 1992年7月、『この恋は雲の涯まで』（東京宝塚劇場） - 亀井六郎
- 1992年10 - 1993年3月、『忠臣蔵』 - 堀部安兵衛[10]
- 1993年5 - 8月、『天国と地獄』 - ビクター『TAKE OFF』[10]
- 1993年10 - 12月、『ブルボンの封印』 - コルベール『コート・ダジュール』（宝塚大劇場）[10]
- 1994年1 - 2月、『二人だけの戦場』（バウホール・日本青年館） - クリフォード・テリジェン[10]
- 1994年3月、『ブルボンの封印』 - コルベール『コート・ダジュール』（東京宝塚劇場）
- 1994年5 - 6月、『風と共に去りぬ』（宝塚大劇場） - チャールズ・ハミルトン／レット・バトラー[注釈 2][10][8][9]
- 1994年8月、『風と共に去りぬ』（東京宝塚劇場） - レット・バトラー[注釈 3]／アシュレ・ウィルクス[注釈 3][9]
- 1994年10月、『二人だけの戦場』（愛知厚生年金会館） - クリフォード・テリジェン
- 1994年11 - 1995年3月、『雪之丞変化』 - 闇太郎『サジタリウス』[10]
- 1995年5 - 8月、『JFK』 - マーティン・ルーサー・キング『バロック千一夜』[10][8]
- 1995年11 - 12月、『あかねさす紫の花』 - 天比古／中大兄皇子[注釈 3]『マ・ベル・エトワール』（宝塚大劇場のみ）[10]
- 1996年2 - 3月、『エリザベート』（宝塚大劇場） - ルイジ・ルキーニ[10][8][9]
- 1996年4 - 5月、『あかねさす紫の花』 - 中大兄皇子『マ・ベル・エトワール』（全国ツアー）[10]
- 1996年6月、『エリザベート』（東京宝塚劇場） - ルイジ・ルキーニ
- 1996年8 - 9月、『虹のナターシャ』 - 栗崎武志『La Jeunesse!』（宝塚大劇場）[10]
- 1996年10 - 11月、『アナジ』（バウホール・日本青年館） - 松浦小太郎（アナジ） 東上初主演[10][8]
- 1996年12月、『虹のナターシャ』 - 栗崎武志『La Jeunesse!』（東京宝塚劇場）
- 1997年2月、『虹のナターシャ』 - 栗崎武志『La Jeunesse!』（中日劇場）[10]
- 1997年3 - 7月、『仮面のロマネスク』 - フレデリーク・ダンスニー男爵『ゴールデン・デイズ』[10]

### 雪組トップスター時代
- 1997年9 - 11月、『真夜中のゴースト』 - チャールズ『レ・シェルバン』（宝塚大劇場のみ） 大劇場トップお披露目公演[12][10][8]
- 1997年12 - 1998年4月、『春櫻賦』 - 謝名龍山『LET'S JAZZ』[13][10]
- 1998年5 - 6月、『風と共に去りぬ』（全国ツアー） - レット・バトラー[10][9]
- 1998年8 - 9月、『浅茅が宿』 - 勝四郎『ラヴィール』（宝塚大劇場）[10]
- 1998年9月、『THE FICTION』（バウホール）[14][10]
- 1998年11 - 12月、『浅茅が宿』 - 勝四郎『ラヴィール』（1000days劇場）
- 1999年2月、『浅茅が宿』 - 勝四郎『ラヴィール』（中日劇場）[10]
- 1999年4 - 8月、『再会』 - ジェラール『ノバ・ボサ・ノバ』 - ソール[10]
- 1999年11 - 12月、『バッカスと呼ばれた男』 - ジュリアン・グランジョルジュ『華麗なる千拍子'99』（宝塚大劇場）[10]
- 2000年2 - 3月、『バッカスと呼ばれた男』 - ジュリアン・グランジョルジュ『華麗なる千拍子』（1000days劇場）[10]
- 2000年4 - 5月、『バッカスと呼ばれた男』 - ジュリアン・グランジョルジュ『華麗なる千拍子』（全国ツアー）[10]
- 2000年6 - 10月、『デパートメント・ストア』 - フレックス『凱旋門』 - ラヴィック[10][8]
- 2001年2 - 6月、『猛き黄金の国』 - 岩崎彌太郎『パッサージュ』[10]
- 2001年8月、『凱旋門』 - ラヴィック『パッサージュ』（博多座）[10]
- 2001年10 - 2002年2月、『愛 燃える』 - 夫差『Rose Garden』[10]

### 専科時代
- 2002年4月、専科・雪組・花組『風と共に去りぬ』（日生劇場） - レット・バトラー[10][9]
- 2003年5 - 9月、花組『野風の笛』 - 松平上総介忠輝『レヴュー誕生』 初エトワール[10]
- 2004年1 - 5月、花組『飛翔無限』 - 若衆[10]
- 2004年9月、特別『花供養』（日生劇場） - 後水尾天皇（政仁）[10]
- 2004年11 - 2005年2月、雪組『青い鳥を捜して』 - ジェイク・マクノートン『タカラヅカ・ドリーム・キングダム』[10]
- 2005年5 - 8月、星組『長崎しぐれ坂』 - 伊佐次／鳶頭『ソウル・オブ・シバ!!』[10]
- 2006年5 - 8月、月組『暁（あかつき）のローマ』 - カエサル『レ・ビジュー・ブリアン』 エトワール[10]
- 2006年10月、月組『オクラホマ!』（日生劇場） - カーリー[10]
- 2007年9月、星組『KEAN』（日生劇場） - エドモンド・キーン[10]
- 2008年2 - 5月、宙組『黎明（れいめい）の風』 - 白洲次郎『Passion 愛の旅』[10]
- 2009年3 - 5月、雪組『風の錦絵』 - 上杉謙信[10]
- 2009年10 - 11月、星組『コインブラ物語』（ドラマシティ・日本青年館） - ペドロ[10]
- 2010年10 - 11月、雪組『オネーギン Evgeny Onegin』（日本青年館・バウホール） - エフゲーニィ・オネーギン[10]
- 2011年9月、専科『おかしな二人』（バウホール） - オスカー・マディソン[10]
- 2012年12月、専科『おかしな二人』（日本青年館） - オスカー・マディソン[10]
- 2013年3 - 4月、星組『南太平洋』（ドラマシティ・日本青年館） - エミール・ド・ベック[10]
- 2013年10月、専科『第二章』（バウホール） - ジョージ・シュナイダー[10]
- 2014年1月、月組『風と共に去りぬ』（梅田芸術劇場） - レット・バトラー[10][9]
- 2014年5月、専科『第二章』（日本青年館） - ジョージ・シュナイダー[10]
- 2014年7 - 10月、星組『The Lost Glory -美しき幻影-』 - オットー・ゴールドスタイン[10]
- 2015年2 - 3月、月組『風と共に去りぬ』（中日劇場） - レット・バトラー[10][9]
- 2015年8月、専科『オイディプス王』（バウホール） - オイディプス[10]
- 2016年2 - 3月、花組『For the people-リンカーン 自由を求めた男-』（ドラマシティ・KAAT神奈川芸術劇場） - エイブラハム・リンカーン（エイブ）[10]
- 2016年11 - 12月、宙組『双頭の鷲』（バウホール・KAAT神奈川芸術劇場） - スタニスラス
- 2017年5月、月組『長崎しぐれ坂』 - 伊佐次／鳶頭『カルーセル輪舞曲（ロンド）』（博多座）
- 2017年11月、専科『神家（こうや）の七人（しちにん）』（バウホール） - イヴァン・ターナー
- 2018年2月、星組『ドクトル・ジバゴ』(ドラマシティ・TBS赤坂ACTシアター) - ユーリイ・アンドレーヴィチ・ジバゴ（ユーリ）
- 2018年6 - 9月、雪組『凱旋門』 - ラヴィック
- 2019年1 - 2月、専科『パパ・アイ・ラブ・ユー』（バウホール） - デーヴィッド・モーティマー
- 2019年7 - 8月、月組『チェ・ゲバラ』（日本青年館・ドラマシティ） - エルネスト・ゲバラ[19]
- 2020年12月、星組『シラノ・ド・ベルジュラック』（ドラマシティ） - シラノ・ド・ベルジュラック[19][6]
- 2021年7月、星組『婆娑羅（ばさら）の玄孫（やしゃご）』（ドラマシティ・プレイハウス） - 細石蔵之介[6][7][9][15][2]

### ディナーショー
- 1990年12月、ディナーショー『スターダスト・メモリー』
- 1990年12月、ディナーショー『X'masをタカラジェンヌとともに』
- 1995年7・9 - 10月、轟悠ディナーショー『愛そして…』[10]
- 1997年6月、轟悠ディナーショー『L'hortensia de Juin』[10]
- 1999年9 - 10月、轟悠ディナーショー『Les Jours d'Amour』[10]
- 2001年12月、轟悠ディナーショー『Noche de Yu』[10]
- 2002年9月、轟悠スペシャルコンサート『Stylish!』[10]
- 2002年12月、轟悠ディナーショー『The way Yu are』[10]
- 2004年2 - 3月、轟悠ディナーショー『Yu Quiero Guitarras』[10]
- 2005年8 - 9月、轟悠ディナーショー『Alpha-20ans FACE OF YU』[10]
- 2007年2 - 3月、轟悠ディナーショー『Yū's Purple Shadow』[10]
- 2007年4 - 5・11月、轟悠コンサート『Lavender Monologue』[10]
- 2008年11月、轟悠ディナーショー『Fallin’ Love with Yū』[10]
- 2009年9月、轟悠ディナーショー『Yū,il mondo!』[10]
- 2010年5月、轟悠ディナーショー『Yū 25ans-Happily Ever After-』[10]
- 2011年7月、轟悠ディナーショー『Rendez-Vous〜今宵きみと〜』[10]
- 2012年8月、轟悠ディナーショー『Fever!』[10]
- 2014年11月、轟悠ディナーショー『Yū! Just in Time』[10]
- 2015年6 - 7月、轟悠ビルボードライブ『Eternal Way with YU〜Thank you 30th〜』[10]
- 2016年9月、轟悠ディナーショー『Prelude of Yū』
- 2017年8月、轟悠ディナーショー『Yū, Sol y Sombra』
- 2018年11 - 12月、轟悠ディナーショー『Yū，Un jour chantant』
- 2019年4 - 5月、轟悠ディナーショー『Yū 35, A new world』
- 2020年2月、轟悠ディナーショー『Yū, Sparkling Days』
- 2021年2月、71st Special Show『IV voice-テトラ ヴォイス-』[1]
- 2021年8・9月、轟悠スペシャルライブ『Soon Yū'll Go』[6][7][2]

### 出演イベント
- 1987年2月、'87TMP音楽祭『ラ・シャンソン』（コーラス）
- 1988年4月、『南の哀愁』前夜祭
- 1988年5月、'88TMP音楽祭『永遠のポップス』
- 1989年1月、『逸翁に捧げる夕べ』
- 1989年5月、'89TMP音楽祭『ザッツ・ムービー!II』
- 1989年7月、『ベルサイユのばら』前夜祭
- 1990年5月、'90TMP音楽祭『サウンド・イン・ビッグ・シティ』
- 1991年5月、'91TMP音楽祭『エスノ・ポップス』
- 1991年9月、『レビュー記念日』
- 1992年5月、'92TMP音楽祭『SONGS IN YOUR HEART』
- 1992年9月、『宝塚大劇場音楽慰霊祭』
- 1992年11月、アデュー・大劇場『宝塚 我が心のふるさと』
- 1993年5月、'93TMP音楽祭『青春フォーエバー!』
- 1993年7月、『'93宝塚パリ祭』
- 1993年10月、第34回『宝塚舞踊会』
- 1993年11月、『風と共に去りぬ』前夜祭
- 1994年5月、TMPスペシャル『夢まつり宝塚'94』
- 1994年9月、『宝塚歌劇80周年記念式典』
- 1994年10月、宝塚歌劇80周年記念『'94宝塚歌劇大運動会』
- 1995年9月、'95TCAスペシャル『マニフィーク・タカラヅカ』
- 1996年5月、'96TCAスペシャル『メロディーズ・アンド・メモリーズ』
- 1996年9月、『レビュー記念日』
- 1997年5月、'97TCAスペシャル『ザ・祭典』
- 1997年9月、『タカラヅカ・フォーエバー』
- 1997年10月、第38回『宝塚舞踊会』
- 1997年12月、『アデュー東京宝塚劇場』
- 1998年5月、'98TCAスペシャル『タカラジェンヌ!』
- 1999年3月、『ノバ・ボサ・ノバ』前夜祭
- 1999年5月、'99TCAスペシャル『ハロー!ワンダフル・タイム』
- 1999年9月、『レビュー記念日』
- 1999年11月、『華麗なる千拍子'99』前夜祭
- 1999年12月、『レビュー・スペシャル'99』
- 2000年3月、『寺田瀧雄 作曲生活40周年記念コンサート』
- 2000年8月、第10回『演劇人祭』（外部出演）
- 2000年9月、TCAスペシャル2000『KING OF REVUE』
- 2000年12月、『アデューTAKARAZUKA1000days劇場サヨナライベント』
- 2002年1月、逸翁デー『タカラヅカ・ホームカミング』
- 2002年6月、TCAスペシャル2002『DREAM』
- 2003年1月、『清く正しく美しく』
- 2003年6月、TCAスペシャル2003『ディア・グランド・シアター』
- 2003年10月、第44回『宝塚舞踊会』
- 2004年4月、『宝塚歌劇90周年記念式典』
- 2004年7月、TCAスペシャル2004『タカラヅカ90』
- 2004年10月、宝塚歌劇90周年記念『宝塚歌劇大運動会』
- 2005年1月、逸翁デー『タカラヅカ・ホームカミング』
- 2005年4月、TCAスペシャル2005『Beautiful Melody Beautiful Romance』
- 2005年6月、『ゴールデン・ステップス』
- 2006年9月、TCAスペシャル2006『ワンダフル・ドリーマーズ』
- 2006年11月、『夢のメモランダム』
- 2007年1月、『清く正しく美しく』
- 2007年9月、『TAKARAZUKA SKY STAGE5th Anniversary Special』
- 2008年10月、第49回『宝塚舞踊会』
- 2008年12月、タカラヅカスペシャル2008『La Festa!』
- 2009年6月、『百年への道』
- 2009年11月、第50回記念『宝塚舞踊会』
- 2009年12月、タカラヅカスペシャル2009『WAY TO GLORY』
- 2010年7月、『寺田瀧雄メモリアルコンサート』
- 2010年7月、『演劇人祭』（外部出演）
- 2010年12月、タカラヅカスペシャル2010『FOREVER TAKARAZUKA』
- 2011年4月、『ノバ・ボサ・ノバ』前夜祭
- 2011年5月、『愛の旋律〜夢の記憶』
- 2011年11月、第51回『宝塚舞踊会』
- 2011年12月、タカラヅカスペシャル2011『明日に架ける夢』
- 2012年11月、『エリザベート スペシャル ガラ・コンサート』（外部出演）[10]
- 2012年12月、タカラヅカスペシャル2012『ザ・スターズ!〜プレ・プレ・センテニアル〜』
- 2013年6 - 7月、『宝塚巴里祭2013-La Chanson de Paris 99-』 主演[10]
- 2013年10月、第52回『宝塚舞踊会』
- 2014年4月、宝塚歌劇100周年 夢の祭典『時を奏でるスミレの花たち』
- 2014年10月、宝塚歌劇100周年記念『宝塚歌劇大運動会』
- 2014年12月、『日本舞踊×オーケストラ Vol.2』（外部出演）
- 2014年12月、タカラヅカスペシャル2014『Thank you for 100 years』
- 2015年9月、第53回『宝塚舞踊会』
- 2015年12月、タカラヅカスペシャル2015『New Century，Next Dream』
- 2016年12月、タカラヅカスペシャル2016『Music Succession to Next』
- 2017年1月、『エリザベートTAKARAZUKA20周年スペシャル・ガラ・コンサート』（外部出演）
- 2017年10月、第54回『宝塚舞踊会』
- 2017年12月、タカラヅカスペシャル2017『ジュテーム・レビュー-モン・パリ誕生90周年-』
- 2018年5月、『凱旋門』前夜祭
- 2018年12月、タカラヅカスペシャル2018『Say! Hey! Show Up!!』
- 2019年10月、第55回『宝塚舞踊会〜祝舞御代煌（いわいまうみよのきらめき）〜』
- 2019年12月、タカラヅカスペシャル2019『Beautiful Harmony』
- 2021年6月、『All His Dreams "愛"』（外部出演）[2]

## 受賞歴
- 1990年、『宝塚歌劇団年度賞』 - 1989年度努力賞
- 1991年、『宝塚歌劇団年度賞』 - 1990年度努力賞
- 1993年、『宝塚歌劇団年度賞』 - 1992年度努力賞
- 1994年、『阪急すみれ会パンジー賞』 - 男役賞
- 2000年、第55回『文化庁芸術祭賞』 - 演劇部門優秀賞（『凱旋門』における演技の成果）[10][8][1]
- 2001年、『阪急すみれ会パンジー賞』 - 特別賞
- 2001年、『宝塚歌劇団年度賞』 - 2000年度特別賞
- 2002年、第28回『菊田一夫演劇賞』 - 演劇賞（『風と共に去りぬ』のレット・バトラー役の演技に対して）[10][1]
- 2002年、第12回『日本映画批評家大賞』 - ミュージカル大賞（日生劇場『風と共に去りぬ』）
- 2017年、第24回『読売演劇大賞』 - 優秀女優賞（『For the people』のエイブラハム・リンカーン役において）[5][1]
- 2021年、『宝塚歌劇団年度賞』 - 2020年度特別賞[20]